# 国のかたち研究会
国のかたち研究会（くにのかたちけんきゅうかい）は、立憲民主党のグループ。2020年9月の新立憲民主党への合流前も旧立憲民主党のグループとして活動していた。通称、西村グループ。

## 概説
1999年9月の民主党代表選挙で菅直人の陣営についた議員を中心に結成された。
毎週木曜日に菅の事務所での会合を定例としていたが、2002年12月に菅が党代表に就任して以降は、かつて社民連で菅の同僚であった江田五月が実質的な運営者となった。
旧民主党・民進党を通じ立憲民主党内では左派・リベラル色が比較的強いとされている。旧社民連・旧さきがけ出身者や市民運動家の受け皿となっていた一面もあるが、民主党時代は菅の選挙区である東京都、江田の選挙区である岡山県の選出の議員も多かったことから人間関係を元に作られたグループ という側面もあった。
民主党自体は所属の議員が重なる旧社会党系の新政局懇談会や護憲派のリベラルの会と政策面で同一歩調を取ることが多かった。
2017年10月以降はサンクチュアリと共に、（旧）立憲民主党系として、（新）立憲民主党の主要グループを形成している。

## 沿革

### 民主党時代
1999年10月20日に設立準備会合を開き、9月の代表選で菅直人の推薦人となった衆参約10人の国会議員が参加して、会長に相当する代表幹事（後に座長に変更）に江田五月、事務局長に河村たかし を内定した。2000年6月の第42回衆議院議員総選挙では現職15人のうち3人が落選したが、新人15人以上が当選して勢力を倍増させた。2002年9月と12月の代表選で菅を支え、菅が代表に選出されると江田がまとめ役となり、阿久津幸彦や水島広子など若手が中心に集まる二十数人規模のグループとなった。
2005年には会員が50人を超えて会費なども増えたため、4月1日に政治団体の届出をしたが、9月の第44回衆議院議員総選挙では若手を中心に多くのメンバーが落選して打撃を受けた。菅はその後も代表選に出馬し続けたが、2005年9月の代表選では前原誠司にわずか2票差で敗れ、2006年4月の代表選では小沢一郎に大差で敗れた。2007年7月の第21回参議院議員通常選挙後、江田が参議院議長に就任し、グループ座長を退任した。
2009年5月の代表選では菅は出馬せず自主投票とし、鳩山由紀夫が代表に選出された。8月の第45回衆議院議員総選挙を経た政権交代後の内閣人事では、菅は副総理兼経済財政政策担当大臣に就任し、2010年1月からは財務大臣も兼任した。また、2月には枝野幸男が行政刷新担当大臣として初入閣した。
2010年6月2日に鳩山が辞意を表明すると、続く6月の代表選では菅が代表に選出され、その後の内閣人事では荒井聰が経済財政政策担当大臣として初入閣した。7月の第22回参議院議員通常選挙後、江田が参議院議長を退任し、8月23日にグループ座長に復帰した。9月の代表選でも菅が再選され、その後の内閣改造では細川律夫が厚生労働大臣として初入閣した。2011年1月の内閣改造では江田が法務大臣、枝野が内閣官房長官に就任した。また、6月からは江田が環境大臣、枝野が行政刷新担当大臣を兼任した。
2011年8月26日に菅が辞意を表明すると、続く8月の代表選では自主投票としたが、江田が野田佳彦の陣営の会合に出席するなど、大半は野田支持に動き、決選投票となった場合には海江田万里以外の候補を支持することを8月29日に決定した。野田が代表に選出された後の内閣人事では平岡秀夫が法務大臣として初入閣し、内閣発足直後の9月11日に辞任した鉢呂吉雄の後任として12日に枝野が経済産業大臣に就任した。11月には内閣総理大臣就任に際してグループ会長の座を離れていた菅がグループ会長に復帰した。2012年1月の内閣改造では小川敏夫が法務大臣として初入閣した。
2012年9月の代表選では野田再選を支持したが、12月の第46回衆議院議員総選挙では勢力を半減させ、菅も小選挙区で落選して比例復活となった。
2014年12月の第47回衆議院議員総選挙では民主党は11議席増にとどまったものの、復帰したメンバーも多く、勢力は復調となった。

### 民進党時代
2016年3月の民進党結党後に行われた9月の代表選では立候補締め切りまで推薦人集めに苦慮していた玉木雄一郎に対してグループから菅や石橋通宏など3人の推薦人を出したことが報じられた。
2017年9月の代表選ではグループから枝野が立候補を表明し、グループとしては8月9日に自主投票の方針を確認した一方、菅が枝野の支援に回り、同日のグループ会合に枝野を招いて説明を受けるなどしていることから、枝野の支持グループの一つに数える報道もあった。

### 立憲民主党時代
民進党は9月28日の両院議員総会で希望の党への事実上の合流方針が了承された一方、9月29日に希望の党代表の小池百合子東京都知事が「リベラル派は排除する」と明言したことを受け、10月2日に枝野が「立憲民主党」の結成を表明し、菅らが結党メンバーに名を連ねた。10月の第48回衆議院議員総選挙では、枝野・菅いずれも小選挙区で当選を果たした。阿久津ら落選中のメンバーも立憲民主党公認で出馬、当選し、グループは10人超の勢力となった。
2018年5月7日の国民民主党結成に参加しなかったメンバーが立憲民主党に合流すると、立憲民主党所属議員ら約30人による勢力となった。10月頃、合宿を検討していることが報じられた。
2020年9月、立憲民主党と国民民主党とが合流した新立憲民主党にグループ全員が参加した。それに伴う9月の代表選直後の報道では、27人の勢力と報じられた。党代表にグループのメンバーである枝野幸男が選出された。
2021年10月の第48回衆議院議員総選挙後には、16人の勢力であることが報じられた。2021年11月、枝野が代表を辞任したのに伴い実施される代表選挙には、グループ所属の西村智奈美が立候補したが、第一回投票で4人中4位であった。
2024年9月の代表選挙ではグループ所属の枝野が再選を目指し、出馬した。また、会長の菅直人は吉田晴美の推薦人に名を連ね、グループとしては自主投票となった。
2024年11月の第50回衆議院議員総選挙後には、16人から22人の勢力になったことが報じられた。また、菅直人会長の後継に西村智奈美が座長に選出された。
同年12月には約25人と構成人数が増加している。

## 現在の構成
役員
| 座長       | 事務局長 |
| ---------- | -------- |
| 西村智奈美 | 石橋通宏 |

| 衆議院議員（20名）                  | 衆議院議員（20名）                    | 衆議院議員（20名）                           | 衆議院議員（20名）                   | 衆議院議員（20名） |
| ----------------------------------- | ------------------------------------- | -------------------------------------------- | ------------------------------------ | ------------------ |
| 枝野幸男 （11回、埼玉5区）          | 田嶋要 （8回、千葉1区）               | 末松義規 （8回、東京19区）                   | 西村智奈美 （7回、新潟1区）          |                    |
| 平岡秀夫 （6回、比例中国・山口2区） | 阿久津幸彦 （5回、東京11区）          | 山崎誠 （4回、比例南関東・神奈川5区）        | 神谷裕 （3回、北海道10区）           |                    |
| 石川香織 （3回、北海道11区）        | 大河原雅子 （3回・参院1回、東京21区） | 岡本章子 （3回、宮城1区）                    | 早稲田夕季 （3回、神奈川4区）        |                    |
| 中谷一馬 （3回、神奈川7区）         | 荒井優 （2回、北海道3区）             | 宮川伸 （2回、比例南関東・千葉13区）         | 吉田晴美 （2回、東京8区）            |                    |
| 山岸一生 （2回、東京9区）           | 竹内千春 （1回、比例北関東・埼玉3区） | 佐々木奈保美 （1回、比例南関東・神奈川17区） | 松下玲子 （1回、比例東京・東京18区） |                    |
| 五十嵐衣里 （1回、東京30区）        |                                       |                                              |                                      |                    |
| 参議院議員（3名）                   |                                       |                                              |                                      |                    |
| 石橋通宏 （3回、比例区）            | 打越さく良 （2回、新潟県）            | 杉尾秀哉 （2回、長野県）                     |                                      |                    |

## 過去の在籍者

### 衆議院議員
- 長妻昭
- 篠原孝[38][39][41][42][52][44]、寺田学[注 7] - 2004年8月2日、リベラルの会設立に参加。
- 河村たかし[56] - 設立当初の事務局長。2009年4月に民主党離党。2009年名古屋市長選に無所属で出馬し当選。
- 福田昭夫[41][42][44] - 2011年2月23日、日本維新・V-democrats設立に参加。
- 逢坂誠二[39][41][42][44] - 2011年2月23日、日本維新・V-democrats設立に参加。
- 阪口直人 - 2012年11月に民主党除籍。
- 長島昭久[38][39][41][42][44]、市村浩一郎[38][39][41][42][44] - 2014年2月、国軸の会設立に参加。
- 津村啓介[41][42][52][44][57]、柚木道義[39][41][42][44] - 2014年4月7日、自誓会設立に参加。
- 円より子[38][39][41][42][44] - 2016年5月に民進党離党。
- 山井和則[41][42][44]、岡本充功[42] - 2017年10月に希望の党に合流と同時に離脱し、重複所属していた凌雲会に所属。
- 黒岩宇洋[39] - 花斉会に移籍。
- 高井崇志[58][注 5] - 江田五月衆議院議員秘書出身。民権政経アカデミー解散後に参加。2020年4月に立憲民主党除籍。

### 参議院議員
- 泉房穂[38] - 2011年2月に民主党離党。2011年明石市長選に無所属で出馬し当選。
- 舟山康江[42][44] - 2012年7月に民主党離党。
- 桜井充 - 2014年4月7日、細野派設立に参加。
- 大島九州男[42][44] - 旧国民民主党参加に伴い離脱。
- 吉川沙織[42][44]

### その他
- 藤末健三[39][41][42][52][44] - 2004年8月2日、リベラルの会設立に参加。
- 井上和雄、山内功[38] - 第44回衆議院議員総選挙落選に伴い、離脱。
- 小林千代美[38] - 2010年6月17日、議員辞職。
- 田村謙治[39][41][42][44] - 2010年10月4日、青山会設立に参加。
- 平山泰朗[59] - 2011年2月以降に離脱。北辰会へ移籍。
- 土肥隆一[38][39][41][42][44] - 2011年3月に民主党離党。
- 姫井由美子 - 2012年7月に民主党離党。
- 辻恵 - 2012年12月に民主党除籍。
- 今野東[42][44] - 2012年12月4日、議員辞職。
- 竹田光明、笹木竜三[39][41][42]、山尾志桜里、高井美穂[41][42][44] - 第46回衆議院議員総選挙落選に伴い、離脱。
- 樽井良和[38] - 菅直人衆議院議員秘書出身。第23回参議院議員通常選挙落選に伴い、離脱。
- 首藤信彦[38] - 2013年12月に民主党離党。
- 鷲尾英一郎[39][41][42][44] - 2014年2月、国軸の会設立に参加。
- 田島一成[41][42][44] - 2014年4月7日、自誓会設立に参加。
- 前川清成[41][42][44] - 第24回参議院議員通常選挙落選に伴い、離脱。
- 郡和子[39][41][42][52][44] - 2017年7月に民進党離党。2017年仙台市長選に無所属で出馬し当選。
- 松浦大悟[42][44] - 2017年5月、民進党員の資格を更新をせず、一般党員でもなくなる。
- 村越祐民[38] - 2017年11月に市川市長選挙出馬。2018年4月22日の再選挙で当選。
- 本多平直[38] - 枝野幸男衆議院議員政策担当秘書出身。2021年7月に立憲民主党を離党。
- 山川百合子 - 2022年9月22日、草加市長選挙出馬表明。同日立憲民主党を離党。
- 寺崎雄介 - 神奈川県議会議員[60]。
- 山内康一[61][注 5] - 第49回衆議院議員総選挙落選に伴い、離脱。
- 荒井聰[39][52] - 引退後、新政権研究会に相談役として参加。

### その他国政選挙落選・引退者
※は、国政選挙落選者、◆は、政界を引退した者。括弧内は、議員でなくなった時点での議会所属。
- 佐々木隆博[39][41][42][44]◆（衆・北海道6区）
- 金田誠一[38][39][41][42][44]◆（衆・北海道8区）
- 岡崎トミ子[38][39][41][42][44]※（参・宮城県）
- 細川律夫[38][39][41][42][44]※（衆・埼玉3区）
- 高木錬太郎[58][注 5][注 8]※（衆・比例北関東）
- 堀越啓仁[注 5][62]※（衆・比例北関東）
- 水島広子[38]※（衆・比例北関東）
- 池田元久[44]※（衆・神奈川6区）
- 真山勇一[63][注 5][注 9]民権政経アカデミー出身。</ref>[注 3]◆（参・神奈川県）
- 菅直人[38][39][41][42][52][注 10]◆（衆・東京18区）
- 加藤公一[38][39][41][42][44]※（衆・東京20区）
- 小川敏夫[38][39][41]◆（参・東京都）
- 石毛鍈子[38]◆（衆・比例東京）
- 筒井信隆※（衆・新潟6区）
- 園田康博[38]※（衆・岐阜3区）
- 長尾秀樹[45][注 5]◆（衆・比例近畿）
- 江田五月[38][39][41][42][52][44][注 11]◆（参・岡山県）
- 藤田一枝[38]※（衆・福岡3区）
- 松野信夫[38][42][44]※（参・熊本県）
- 岩田順介[56]◆（衆・比例九州）
- 古賀一成[39]※（衆・比例九州）
- 横光克彦[39][41][42][44]※（衆・比例九州）
- 家西悟[41][42][44]※（参・比例区）
- 川田龍平[64][注 5][注 9][注 3]※（参・比例区）
- 内藤正光[39][41]◆（参・比例区）
- 弦念丸呈[41][42][44]※（参・比例区）
- 難波奨二◆（参・比例区）
- 白眞勲[38]※（参・比例区）
- 藤谷光信[42][44]◆（参・比例区）

## 政治資金収支報告書の記載
| 年                 | 本年収入額   | 会費納入者数 | 寄附金納入者 | 備考   |
| ------------------ | ------------ | ------------ | --- | ------ |
| 2005年（平成17年） | 389万7612円  | 50人         | 菅直人・江田五月・石毛鍈子・泉房穂・井上和雄・市村浩一郎・枝野幸男・岡崎トミ子・小川敏夫・加藤公一・金田誠一・小林千代美・篠原孝・首藤信彦・園田康博・樽井良和・辻恵・土肥隆一・長島昭久・西村智奈美・白真勲・藤田一枝・平岡秀夫・細川律夫・本多平直・松野信夫・水島広子・村越祐民・山内功・山﨑順子 | [ 38 ] |
| 2006年（平成18年） | 709万5776円  | 65人         | 菅直人・江田五月・市村浩一郎・枝野幸男・岡崎トミ子・小川敏夫・加藤公一・金田誠一・篠原孝・土肥隆一・長島昭久・西村智奈美・平岡秀夫・細川律夫・山﨑順子・荒井聰・逢坂誠二・黒岩宇洋・郡和子・古賀一成・佐々木隆博・笹木竜三・田嶋要・田村謙治・内藤正光・藤末健三・柚木道義・横光克彦・鷲尾英一郎 | [ 39 ] |
| 2007年（平成19年） | 631万6612円  | 57人         | 菅直人・江田五月・市村浩一郎・岡崎トミ子・小川敏夫・加藤公一・金田誠一・篠原孝・土肥隆一・長島昭久・平岡秀夫・細川律夫・山﨑順子・逢坂誠二・郡和子・佐々木隆博・笹木竜三・田嶋要・田村謙治・内藤正光・藤末健三・柚木道義・横光克彦・鷲尾英一郎・家西悟・末松義規・高井美穂・田島一成・津村啓介・ツルネン・マルテイ・福田昭夫・前川清成・山井和則                                                                           | [ 41 ] |
| 2008年（平成20年） | 608万6184円  | 67人         | 菅直人・江田五月・市村浩一郎・岡崎トミ子・加藤公一・金田誠一・篠原孝・土肥隆一・長島昭久・西村智奈美・平岡秀夫・細川律夫・松野信夫・山﨑順子・逢坂誠二・郡和子・佐々木隆博・笹木竜三・田嶋要・田村謙治・藤末健三・柚木道義・横光克彦・鷲尾英一郎・家西悟・高井美穂・田島一成・津村啓介・ツルネン・マルテイ・福田昭夫・前川清成・山井和則・今野東・大河原雅子・大島九州男・岡本充功・舟山康江・藤谷光信・松浦大悟・吉川沙織 | [ 42 ] |
| 2009年（平成21年） | 373万1705円  | 15人         | 江田五月・市村浩一郎・岡崎トミ子・加藤公一・金田誠一・篠原孝・土肥隆一・長島昭久・西村智奈美・平岡秀夫・細川律夫・松野信夫・山﨑順子・逢坂誠二・郡和子・佐々木隆博・田村謙治・藤末健三・柚木道義・横光克彦・鷲尾英一郎・家西悟・高井美穂・田島一成・津村啓介・ツルネン・マルテイ・福田昭夫・前川清成・山井和則・今野東・大島九州男・舟山康江・藤谷光信・松浦大悟・吉川沙織・末松義規・池田元久                             | [ 44 ] |
| 2010年（平成22年） | 2780万5908円 | 61人         | | [ 65 ] |
| 2011年（平成23年） | 353万9018円  | 48人         | | [ 66 ] |
| 2012年（平成24年） | 374万1692円  | 46人         | | [ 67 ] |
| 2013年（平成25年） | 396万0416円  | 33人         | | [ 52 ] |
| 2014年（平成26年） | 69万0400円   | 18人         | | [ 68 ] |
| 2015年（平成27年） | 64万0181円   | 17人         | | [ 69 ] |
| 2016年（平成28年） | 52万055円    | 10人         | | [ 70 ] |
| 2017年（平成29年） | 46万05円     | 11人         | | [ 71 ] |
| 2018年（平成30年） | 169万4007円  | 20人         | | [ 72 ] |
| 2019年（令和元年） | 200万04円    | 18人         | | [ 73 ] |
| 2020年（令和2年）  | 146万024円   | 20人         | | [ 74 ] |
| 2021年（令和3年）  | 135万034円   | 16人         | | [ 75 ] |
| 2022年（令和4年）  | 97万030円    | 13人         | | [ 76 ] |
| 2023年（令和5年）  | 83万034円    | 10人         | | [ 77 ] |